# Gyökérszájú medúzák
A gyökérszájú medúzák (Rhizostomeae) a kehelyállatok (Scyphozoa) osztályába és a korongmedúzák (Discomedusae) alosztályába tartozó rend.

## Rendszerezésük
A rendbe az alábbi alrendek és családok tartoznak:
- Daktyliophorae
  - Catostylidae
  - Lobonematidae
  - Lychnorhizidae
  - Stomolophidae
- Kolpophorae
  - Cassiopeidae
  - Cepheidae
  - Mastigiidae
  - Thysanostomatidae
  - Versurigidae
- Alrendbe nem sorolt családok:
  - Archirhizidae
  - Rhizostomatidae